# بخش اندابامبا، اکوبامبا
بخش اندابامبا، اکوبامبا (به اسپانیایی: Andabamba District, Acobamba) یک سکونتگاه مسکونی در پرو است که در منطقه اوانکاولیکا واقع شده‌است.

## خصوصیات
بخش اندابامبا ۸۱٫۸۵ کیلومترمربع مساحت و ۴٬۰۸۲ نفر جمعیت دارد و ۳٬۴۶۰ متر بالاتر از سطح دریا واقع شده‌است.